# Beji (Andong)
Beji is een bestuurslaag in het regentschap Boyolali van de provincie Midden-Java, Indonesië. Beji telt 3819 inwoners (volkstelling 2010).